# Radix Ace Entertainment
Radix Ace Entertainment Co., Ltd (яп. 株式会社ラディクスエースエンタテインメント кабусики гайся Радикусу Эсу Энтертейменто) — японская анимационная студия, образованная 3 сентября 2001 года и закрытая 1 октября 2006 года.
Студия была  в результате слияния Radix (основана 6 декабря 1995 года) и Zero-G Room (основана 11 сентября 1991 года). Большая часть сотрудников Radix Ace присоединились к Seven или объединились с Mobanimation, чтобы стать Radix Mob animation в 2007 году.

## Аниме-сериалы
- Akahori Gedou Hour Rabuge (2005)
- Baby Felix (2000)
- Bakegyamon (2006)
- Comic Party: Revolution (2005)
- Dennou Boukenki Webdiver (2001 )
- Divergence Eve (2004)
- Haibane Renmei (2002)
- Lemon Angel Project (2006)
- Lovege Chu ~Miracle Seiyū Hakusho~ (2006)
- Misaki Chronicles (2004)
- Jikuu Tenshou Nazca (1998)
- NieA 7 (2000) (Совместно с Triangle Staff)
- Shiawase Sou no Okojo-san (2001)
- Silent Mobius (1998)
- Soreyuke! Gedou Otometai (2005)
- Tsuki wa Higashi ni Hi wa Nishi ni: Operation Sanctuary (2004)
- Wind: A Breath of Heart (2004)
- Zettai Seigi Love Pheromone (2005)
- Android Kikaider (2000)

## OVA/ONA
- Нанако (1999)
- Sakura Taisen: Gouka Kenran (1999)
- The boy with the Guitar: Kikaider vs Inazuman (2003)
- Vie Durant (2003)
- Sakura Wars: Ecole de Paris (2003)
- Sakura Taisen Sumire Kanzaki Intai Kinen: Su Mi Re (2000) (Совместно с Madhouse)
- Honey x Honey Drops (2006)